# 哈特基 (德羅霍貝奇區)
49°23′58″N 23°34′30″E / 49.39944°N 23.57500°E
哈特基（羅馬化：Khatky）是烏克蘭的村落，位於該國西部利沃夫州，由德羅霍貝奇區負責管轄，始建於1249年，面積0.4平方公里，人口201，人口密度每平方公里519.8人。